# Ґрімус
«Ґрімус» (англ. Grimus) — науково-фентезійний роман британського письменника Салмана Рушді, виданий 1975 року.
Ця історія вільно прослідковує Летючого Орел, молодого індіанця, який отримує дар безсмертя, випивши чарівний напій. Випивши рідину, Летючого Орел блукає землею 777 років 7 місяців і 7 днів, шукаючи свою безсмертну сестру й досліджуючи самого себе, перш ніж потрапити через порожнину в Середземне море. Він потрапляє в паралельний вимір на містичний острів Теля, де ті безсмертні, які втомилися від світу, але неохоче відмовляються від свого безсмертя, існують у статичній спільноті під непомітною, але зловісною владою.
Опублікований у 1975 році, Ґрімус став першим надрукованим романом Салмана Рушді. Значною мірою книгу розгромили наукові критики; хоча коментар Пітера Кемпа особливо життєлюбний, дає уявлення про початкове сприйняття роману:
|  | Його перший роман «Грімус» (1975) — несподівана сюрреалістична сага, заснована на суфійській поемі 12-го століття та рясно інкрустована міфічною та літературною алюзією, подих із забуття на тлі майже загальної критичної насмішки. |

## Стиль
Серед інших впливів Рушді поєднав у собі суфійську, індуїстську, християнську та норвезьку міфології поряд з до- й постмодерністською літературою в його побудові персонажів та форми викладу.«Ґрімус» був написаний Рушді з метою поборотися за видавця, ТОВ «Премія наукової фантастики» від Віктор Голланц Лтд. Ґрімус замислювався як науково-фантастичний роман, подібний до книги «Подорож до Арктура» Дейвіда Ліндсі, оскільки на той час було дуже мало актуальної наукової фантастики. Швидше міжвимірні / міжзоряні подорожі забезпечують наративну рамку, яка вільно відповідає виховній наративній формі, щоб алегорично зустріти та дослідити численні соціальні ідеології, шукаючи цілісний центр ідентичності. Роман можна розглядати як вирощування та розширення прийомів та літературних традицій, ототожнюваних з Мандрами Гуллівера Джонатана Свіфта, або «Утопією» сера Томаса Мора, зокремва у тому, що його подорож проходить як у зовнішні, так і внутрішні виміри, досліджуючи як культурні ідеології, так і амбівалентні ефекти, які вони психологічного буття.
Як і значна частина робіт Рушді, «Ґрімус» підриває концепцію «чистої культури», демонструючи неможливість будь-якої культури, філософії або світоглядів, які існують у стерильній ізоляції. Цей глибоко постструктуралістичний підхід набуває відвертого вираження, наприклад, у коментарі Вергілія щодо обмеженості естетичних теорій, які намагаються придушити власні випадкові ситуації; «Будь-який інтелект, який обмежується лише простим структуралізмом, зобов'язаний відпочивати в пастці власної павутини».
Окрім цього, у «Ґрімусі» звички, які приймають громади, не дозволяють визнати багатозначність, набувають алегоричне представлення на Шлях К. Цей шлях може розглядатися як вплив теорії Руссо про людину та суспільство, який влинув на багатьох західних письменників-мандрівників після XVIII століття, а також модерністський вплив на літературу 1930-х років, зокрема у в Англії. Беручи до уваги вище зазначене ми можемо побачити, як Рушді створив те, що Лінда Гатчеон називає «гістологічним романом». Тобто романи, які досліджують та підривають концепції стійкого культурного походження ідентичності.
Як і його пізніша робота «Опівнічні діти», «Ґрімус» Рушді звертає увагу на тимчасовий статус «істини» свого тексту і, таким чином, на попередній статус будь-якого отриманого опису реальності, використовуючи метатексти, які випереджають неприродність та упередженість конструкції тексту як сутності. Наприклад, епілог «Ґрімуса» містить цитату одного з його персонажів. Таким чином, текст обертається навколо «симптомів сліпоти, які позначають його концептуальні межі», а не прямого вираження дидактичних поглядів.
Рушді стверджував, що «одна з речей, яка відбулися в XX столітті, — це колосальна фрагментація реальності». Отже, як і Габрієль Гарсія Маркес, «Ґрімус» втілює магічний реалізм, щоб подолати розрізнення жанрів, що відображає «стан розгубленості та відчуженості, який визначає постколоніальні суспільства та індивіди».

## Структури
Один із структурних підрозділів Ґрімус спирається на «Конференцію птахів» Фаріда Уд Дін Аттара. Алегорична поема, яка стверджує, що «Бог» — це трансциндентальна сукупність життя й реальності, а не сутність, зовнішня до реальності. Це основоположний аспект суфізму, і використання його Рушді передбачає дослідження відношення релігії до реальності в сатанінських віршах, ганьбі, Сходу-Заходу та ряді його науково-популярних творів. Обидві оповіді будують шляхи до проголошення «істини», яка чекає на вершині гори Каф. Зноска у щоденниках Вергілія «пояснює» використання «K», а не «Q», що й відверто привертає увагу до оповіді як конструкції, наслідки якої обговорюються вище, і в досить темній іронії створює «Справу Рушіді», коли йдеться про те, що «пурист не простив би мені, але це так».
«Комедія» Данте надає структуру для вивчення внутрішніх вимірів Грімуса, тобто мандрівка концентричними колами та переправу через річку, щоб дістатися до найжахливішого, центрального регіону. Отже, усвідомлення Мангала, що «[Він] піднімався на гору в глибині пекла, занурюючись глибоко в себе», і його помилкове сприйняття Вергілія Джонса «демоном» проявляється як частина «пекельних тортур». Це маніпуляція тропом «Інферно», щоб вона виявила психологічну, а не емпіричну реальність, розмиваючи межі, які розділяють внутрішню та зовнішню реальність, що є основоположним поняттям роману та творчості Рушді загалом. Хоча базування острова Теля на межі злиття східних і західних впливів (тобто гору Чистилища Данте та Аттарової гори Каф) є символом прояву постколоніальної ідентичності в еклектичному злитті культур.

## Символи з подвійним значенням
Кетрін Г'юм стверджує, що одним з найефективніших прийомів Рушді для підкреслення проблемного дуалістичного мислення є сполучення персонажів. Однак, зважаючи на відсутність початкового комерційного успіху «Ґрімуса» та фурор над «Сатанинських віршів», більшість критиків не звернули уваги на набагато цікавіше вивчення релігійних тропів, що втілюються в парі «Ґрімуса» та «Лапастого Орла». Ґрімус, який представляє божество ісламу/суфізму, в той час як Лапатий Орел, представляє шиву з індуїзму. Звичайним для Рушді є те, що підрозділи характеристик, які відрізняють полярність цієї пари, руйнуються та розмиваються, оскільки ці символи структурно й буквально поєднуються, поєднуються та уніфікуються в тексті.
Відгуки про книгу, коли вона була опублікована, підкреслювали її науково-фантастичні елементи. Письменник-фантаст Браян Олдіс стверджував, що він, Кінгслі Еміс та Артур Кларк, були членом журі тогочасних науково-фантастичних романів, які визначили «Ґрімуса» найкращим кандидатом на премію наукової фантастики року, але на заваді врученню призу стали видавці, які не хотіли, щоб книга з маркетингових міркувань була класифікована як наукова фантастика.